# ميرزامحمدحسين سرنهيل (مقاطعة تشرام)
ميرزامحمدحسين سرنهيل (بالفارسية: میرزامحمدحسین سرنهیل) هي قرية تقع في قسم الغتشين الريفي (مقاطعة تشرام) في إيران.